# Alpha Horologii

Alpha Horlogii is de ster alpha van het sterrenbeeld Slingeruurwerk (Horlogium)

Alpha Horologii is een gele reuzenster in het sterrenbeeld Slingeruurwerk met een magnitude van 3,86. De ster is niet te zien vanuit de Benelux. Tevens is de ster de helderste ster in het sterrenbeeld.